# Cornelius Newton Bliss
Pour les articles homonymes, voir Bliss.
Cornelius Newton Bliss, né le 26 janvier 1833 à Fall River (Massachusetts) et mort le 9 octobre 1911 à New York, est un homme politique américain. Membre du Parti républicain, il est secrétaire à l'Intérieur entre 1897 et 1899 dans l'administration du président William McKinley.

## Biographie

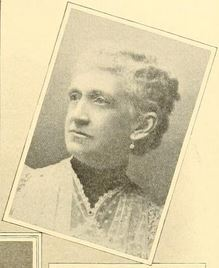
Son épouse Mary Elizabeth Plummer.

## Source
- (en) Cet article est partiellement ou en totalité issu de l’article de Wikipédia en anglais intitulé « Cornelius Newton Bliss » (voir la liste des auteurs).